# Большая Мулонда
Большая Мулонда — малая река в Вельском районе Архангельской области, правый приток Ваги. Длина — 26 км.

## Течение
Река берёт начало из болота Каржевское, примерно в 7,5 километрах на восток от посёлка Пасьва. В верхнем и среднем течении река течет на юго-запад, но в нижнем течении поворачивает на северо-запад. Самый крупный приток — реку Малая Мулонда — принимает в 2 километрах от устья. Впадает в реку Вагу близ посёлка Пасьва. 

## Данные водного реестра
- Бассейновый округ — Двинско-Печорский
- Речной бассейн — Северная Двина
- Речной подбассейн — Северная Двина ниже места слияния Вычегды и Малой Северной Двины
- Водохозяйственный участок — Вага

## Карты
- Лист карты P-38-85,86 Пасьва. Масштаб: 1 : 100 000. Указать дату выпуска/состояния местности.